# Antonówka (Hrubieszów)
Antonówka (dawn. Antoniówka) – część miasta Hrubieszowa w Polsce położona w województwie lubelskim, w powiecie hrubieszowskim. Leży w południowej części miasta, w okolicy ulicy o nazwie Łany.
16 lipca 1930 folwark Antoniówka wyłączono z gminy Dziekanów i włączono do Hrubieszowa.